# Andrzej Kucharski (rektor)
Andrzej Kucharski (ur. ok. 1608, zm. 9 maja 1679 w Krakowie) – doktor obojga praw i teologii, profesor, rektor Akademii Krakowskiej, kanonik krakowski.

## Życiorys
W 1625 rozpoczął studia na Wydziale Filozoficznym Akademii Krakowskiej, które ukończył w 1632, uzyskując stopień magistra nauk wyzwolonych. Początkowo pracował na dworze Marcina Kalinowskiego jako nauczyciel prywatny i wychowawca Samuela. W 1639 powrócił do Krakowa na Akademię został wybrany dziekanem Wydziału Filozoficznego. Jesienią 1655 zabezpieczał i ukrywał skarbiec uniwersytecki przed Szwedami. W 1657 wyjechał na dalsze studia do Włoch, skąd wrócił do kraju jesienią 1658, przywożąc doktorat teologii uzyskany w Rzymie nostryfikowany następnie w Krakowie. W 1661 został kanonikiem kapituły katedralnej. Od 1662 10-krotnie do 1679 powoływany na stanowisko rektora Akademii Krakowskiej. W 1672 osiągnął najwyższą w hierarchii uniwersyteckiej godność podkanclerzego. Uporządkował w czasie swoich kadencji rektorskich zaniedbaną po wojnach szwedzkich bibliotekę Uniwersytecką. Majątek swój, w skład którego obok nieruchomości, gotówki, kosztowności, wchodziła cenna kolekcja obrazów i biblioteka w testamencie, spisanym 5 marca 1679 przekazał Akademii Krakowskiej.